# Tatum McCann
Tatum Danielle McCann (* 25. März 1999 in Riverside, Kalifornien) ist eine US-amerikanische Schauspielerin.

## Familie und Karriere
Tatum McCann ist das jüngste von vier Kindern. Sie hat zwei Schwestern, Jenna und Hailey, und einen Bruder, Riley. Ihre Schwester Hailey spielte in dem Film Die Frau des Zeitreisenden die ältere Ausgabe ihrer Rolle. McCann trat in einigen Werbespots auf, bevor sie ab 2004 in Fernsehserien wie New York Cops – NYPD Blue, My Name Is Earl und Ghost Whisperer – Stimmen aus dem Jenseits mitspielte. 2005 spielte sie in dem Independent-Film Neo Ned die Rolle der Emily. Ihren ersten Auftritt in einem Kinofilm hatte sie 2006 in der Komödie Klick an der Seite von Adam Sandler und Kate Beckinsale als Samantha Newman.

## Filmografie

### Fernsehen
- 2004: The John Henson Project (Fernsehserie, eine Folge)
- 2004: New York Cops – NYPD Blue (NYPD Blue, Fernsehserie, eine Folge)
- 2006: My Name Is Earl (Fernsehserie, eine Folge)
- 2006: Ghost Whisperer – Stimmen aus dem Jenseits (Ghost Whisperer, Fernsehserie, eine Folge)
- 2006–2007: Smith (Fernsehserie, fünf Folgen)
- 2009: Emergency Room – Die Notaufnahme (Fernsehserie, eine Folge)

### Film
- 2005: Neo Ned
- 2006: Klick (Click)
- 2009: Die Frau des Zeitreisenden (The Time Traveler's Wife)
- 2012: Aria (Kurzfilm)